# Global FC
Global FC – filipiński klub piłkarski z siedzibą w Manili założony w marcu 2000 roku przez Dana Stephena Palamiego, występujący w rozgrywkach United Football League – najwyższej klasie rozgrywkowej na Filipinach.
Początkowo klub używał nazwy Global Smartmatic FC. Zdarzyło mu się występować także pod nazwą Laos FC. Od 2009 roku oficjalnie używa nazwy Global FC. W tym samym roku drużyna została przyjęta do rozgrywek United Football League 2. Division. W swoim pierwszym sezonie zajęła w niej pierwsze miejsce i awansowała do United Football League 1. Division.

## Sukcesy
- Mistrzostwo Filipin: 2011/2012, 2013/2014
- Wicemistrzostwo Filipin: 2010/2011, 2012/2013, 2014/2015
- Puchar Ligi: 2009/2010
- Finalista Pucharu Ligi: 2011/2012

## Skład
Aktualny na 10 listopada 2013
| Nr | Poz. | Piłkarz                                                   |
| -- | ---- | --------------------------------------------------------- |
| 3  | OB   | Amani Aguinaldo                                           |
| 4  | PO   | Nino Ochoterena                                           |
| 5  | OB   | Ange Guisso                                               |
| 7  | OB   | Ben Starosta (Kapitan)                                    |
| 9  | NA   | Misagh Bahadoran                                          |
| 10 | NA   | Izzeldin El Habbib                                        |
| 12 | NA   | Angel Guirado                                             |
| 14 | PO   | Carli de Murga                                            |
| 15 | OB   | Valentine Kama                                            |
| 16 | BR   | Roland Sadia                                              |
| 18 | PO   | Aaron Altiche                                             |
| 22 | BR   | Eduardo Sacapaño (na wypożyczeniu z Philippine Air Force) |

| Nr | Poz. | Piłkarz                                       |
| -- | ---- | --------------------------------------------- |
| 23 | PO   | Mark Hartmann                                 |
| 24 | PO   | Marwin Angeles                                |
| 27 | PO   | Mark Angelo Cortez                            |
| 28 | PO   | Jeffrey Christiaens                           |
| 30 | NA   | Joshua Beloya                                 |
| 32 | PO   | Paul Mulders                                  |
| 33 | OB   | Delon Patrick Yao                             |
| 63 | OB   | Jerry Barbaso                                 |
| 77 | PO   | Jason de Jong (na wypożyczeniu z Stallion FC) |
| 93 | PO   | Yu Hoshide                                    |
| -- | PO   | Emil Muncada                                  |

## Stadion
Zespół nie posiada własnego stadionu. Mecze rozgrywa na różnych stadionach na Filipinach. Jednym z nich jest Rizal Memorial Stadium w Manili. Oprócz niego rozgrywa także swoje mecze na stadionach Emperador Stadium w Taguig oraz na Cebu City Sports Complex w Cebu City, którego właścicielem jest Cebu FA.